# Agamedes
Agamedes (altgriechisch Ἀγαμήδης Agamḗdēs) ist in der griechischen Mythologie ein Sohn des Königs Erginos von Orchomenos, aus dem Geschlecht der Minyer, Bruder des Trophonios und wie dieser als Baumeister berühmt. 
Beide bauten (nach Pausanias) dem König Hyrieus eine Schatzkammer, an der sie einen Stein so einfügten, dass sie ihn leicht herausnehmen und so die Schatzkammer, ohne deren Tür zu öffnen, bestehlen konnten. Hyrieus legte aber, um den Dieben auf die Spur zu kommen, Schlingen, worin sich Agamedes fing. Um nicht durch die Entdeckung des Bruders als Mitschuldiger erkannt zu werden, schnitt Trophonios jenem das Haupt ab und wurde darauf von der Erde verschlungen. 
Eine ähnliche ägyptische Sage, den Schatz des Rhampsinit betreffend, welche wohl der griechischen zu Grunde liegt, erzählt Herodot. Nach anderer Sage bauten die Brüder einen Tempel des Apollon in Delphi. Für diesen Bau hatte ihnen Apollon eine Belohnung zugesagt, welche sie sieben Tage nach der Vollendung erhalten sollten: an diesem Tag starben sie. 